# Epiannularia
Epiannularia es un género de foraminífero bentónico de la familia Linderinidae, de la superfamilia Orbitoidoidea, del suborden Rotaliina y del orden Rotaliida. Su especie tipo es Epiannularia pollonaisae. Su rango cronoestratigráfico abarca el Luteciense (Eoceno medio).

## Clasificación
Epiannularia incluye a la siguiente especie:
- Epiannularia pollonaisae